# Freiherren von Saint-André

Wappen derer von Saint-André

Die Freiherren von Saint-André waren ein ab dem 17. Jahrhundert in Südwestdeutschland begüterter hugenottischer Zweig einer alten französischen Adelsfamilie.
Zum deutschen Stammsitz wurde Königsbach in Baden, wo die Familie heute in der Adoptivlinie von Saint-André-Arnim weiterbesteht; außerdem bestand eine im frühen 19. Jahrhundert erloschene Linie in Kochendorf.

## Geschichte

### Abstammung
Der älteste Stammherr der Familie Saint-André war ein 1015 erwähnter Raphael de Podio, der Kavalleriegeneral Kaiser Heinrichs II. war. Sein Enkel Alemand (I.) erwarb 1115 die Herrschaft Monbrun, dessen Enkel Alemand (II.) erwarb Saint-André, wovon der Familienname abgeleitet wurde. Ein General François de Saint-André de Monbrun war Hugenotte, verließ 1572 aufgrund der Hugenottenverfolgung Frankreich und fand Zuflucht in Holland.

Oberst Daniel Rollin von St. André (1602–1661)

Sein Enkel Daniel Rollin de Saint-André (1602–1661) trat während des Dreißigjährigen Krieges in schwedische, ab 1632 in hessische Dienste, bewährte sich mehrfach und wurde Gouverneur von Lippstadt. Über eine zweite Heirat mit Lukretia von Beckermanndt gelangte er um 1648 in den Besitz eines brandenburgischen Lehens in Königsbach, das zuvor an die 1611 im Königsbacher Zweig erloschenen Herren von Venningen vergeben war. 1652 wurde er Mitglied im Ritterkanton Kraichgau.
Daniel Rollins Sohn Johann Daniel Rollin von Saint-André († 1689) erwarb weiteren Besitz in Königsbach, außerdem 1670/77 ein (Walthersches Drittel genanntes) Drittel des Ortes Kochendorf sowie 1681 die Burg Oberwössingen. Aus der 1662 geschlossenen Ehe mit Anna Juliana von Mentzingen (1634–1705) gingen zwei Söhne und vier Töchter hervor. Die Söhne Johann Daniel (1662–1741) und Friedrich Magnus (1674–1731) teilten 1699, zehn Jahre nach dem Tod des Vaters, dessen Erbe. Johann Daniel begründete die Königsbacher Linie, Friedrich Magnus die Kochendorfer Linie.

### Königsbacher Linie
Johann Daniel von Saint-André (1662–1741) war markgräflich badischer Hofmarschall und verheiratet mit Maria Helena von Crailsheim (* 26. Oktober 1668 in Rügland, + 1. Oktober 1723 in Königsbach), Tochter von Johann Ulrich von Crailsheim und Anna Maria, geb. Freiin von Praunfalck. Ihr Sohn Alexander Magnus von St. André (* 1695) heiratete Maria Juliana Freiin Leutrum von Ertingen, deren Sohn Ernst Philipp († 1830) wurde kaiserlicher Rittmeister. Bei der Mediatisierung der Reichsritterschaft fielen seine hoheitlichen Rechte an das Großherzogtum Baden. Sein Sohn Carl Rollin von St. André (1788–1860) war großherzoglich badischer Forstmeister und ab 1839 mit Luise von Neubronn verheiratet. Sein Sohn Wilhelm Ernst Gustav Rollin von St. André (1848–1915) heiratete Freiin Stefanie Gayling von Altheim. Unter den fünf Kindern des Paares setzte Wilhelm von St. André, der ab 1910 mit Freiin Luise von Gemmingen-Guttenberg verheiratet war, den Stamm fort. Der Sohn Karl-Wilhelm verstarb 1937 bei einem Motorradunfall, der zweite Sohn Ernst Philipp Freiherren von Saint-André fiel 1944 als Major und gilt genealogisch als Letzter seiner Linie. Er hatte 1943 Sibylle Freiin von Roman, spätere Freifrau von Podewils geheiratet, das Paar blieb ohne Nachfahren. Die Tochter des Hauses Königsbach und Schwillingsschwester des Vorgenannten Olga Marie (1916–1990) heiratete 1939 Philipp Freiherrn von Gemmingen-Guttenberg. Das Paar adoptierte den Kriegswaisen Achim von Arnim, dessen Söhne dadurch später den Namen von Saint-André-Arnim erhielten. Das Schloss Königsbach wird durch eine von Olga Marie errichtete Familienstiftung erhalten.

### Kochendorfer Linie

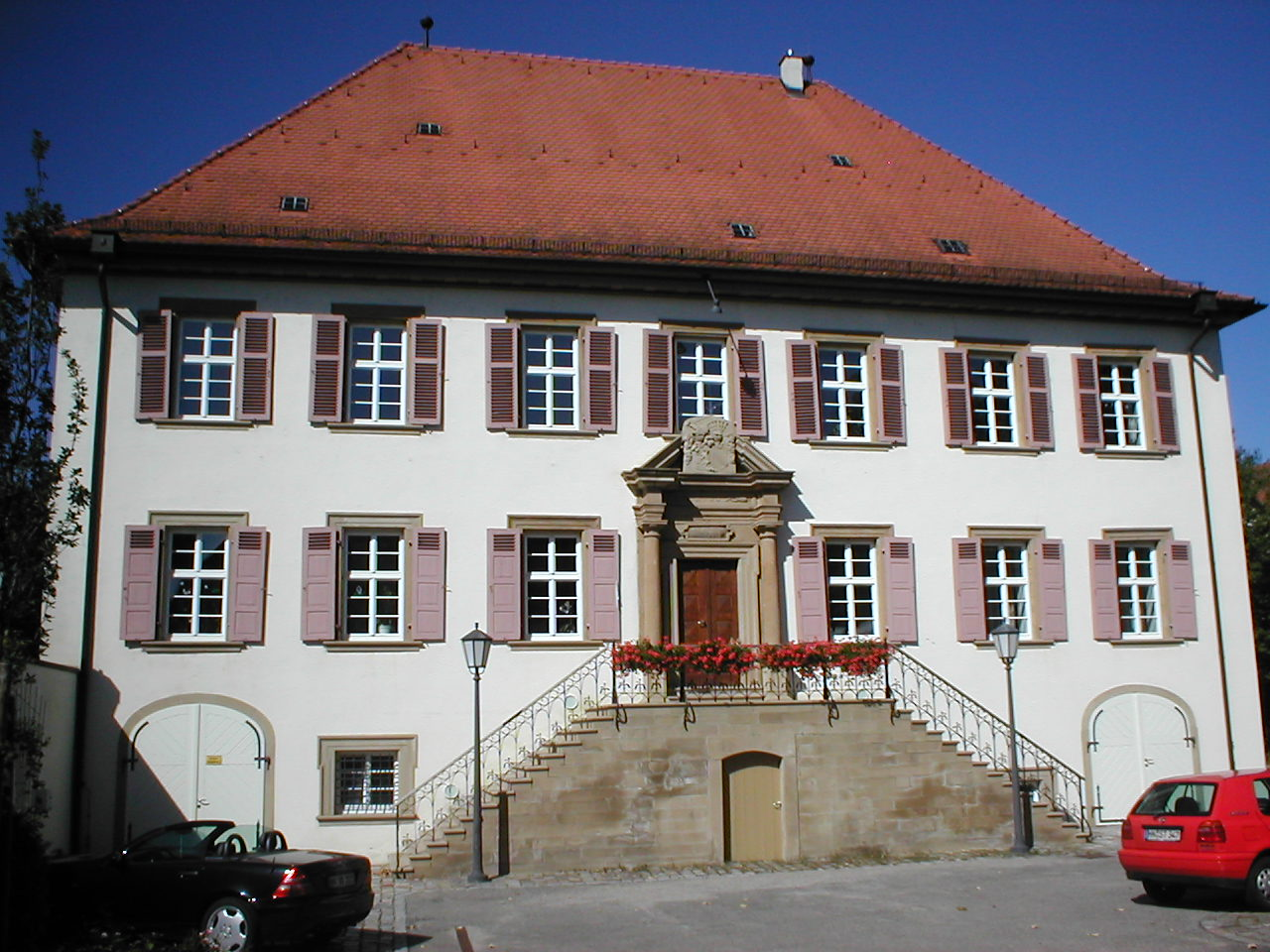
St. Andrésches Schlösschen in Kochendorf

Bei der Erbteilung 1699 erhielt Friedrich Magnus von Saint-André den Besitz in Kochendorf und die Burg Oberwössingen. Den anteiligen Blutbann über Kochendorf erhielt er 1702 gemeinsam mit seinem Bruder. Er heiratete am 13. April 1706 Charlotte Louise von Weiler (1681–1756) und verkaufte 1709 Wössingen an seinen Bruder, um 1710 in Kochendorf anstelle des dortigen alten Unterschlosses, einem zuvor von den Grecken als Herrensitz genutzten ehemaligen Amtshaus, das St. Andrésche Schlösschen zu erbauen, das bis heute das Wappen von ihm und seiner Frau zeigt, mit der er zehn Kinder hatte.
Sein ältester Sohn Friedrich Ludwig leistete ab 1725 Militärdienst in Italien und verstarb 1731 auf Korsika. Der Kochendorfer Besitz ging daher an die noch unmündigen Brüder Wolfgang Christoph (1713–1769), Christian Reinhard (1715–1779) und Eberhard Ernst (1717–1747). Eberhard Ernst nahm 1744 größere Schulden auf, die seine Brüder nach seinem frühen Tod 1747 auf österreichischer Seite im Krieg gegen Frankreich erbten und durch die Verpfändung seiner Güter im Jahr 1754 bezahlten. 1762 verkauften sie ihre Kochendorfer Güter sowie den anteiligen Blutbann an den Ritterkanton Odenwald und behielten lediglich das 1705 erneuerte Neue Pfaffenhaus in Kochendorf in ihrem Besitz.
Wolfgang Christoph war ab 1757 mit Maria Sophia von Degenfeld verheiratet und besaß das Bürgermeister-Elsässer-Haus in Wimpfen. Er hatte wohl keine Nachkommen. Christian Reinhard war mit Maria Anna Auguste Rüdt von Collenberg (1725–1794) verheiratet und hatte elf Kinder, von denen acht jedoch früh verstarben. Unter den drei überlebenden Kindern war nur ein Sohn, Karl Friedrich von Saint-André (1747–1790). Dieser heiratete 1784 Sophia Auguste Louise Johanna von Degenfeld (1767–1802) und lebte zunächst in Heilbronn, später auf dem schwiegerväterlichen Lehen in Wagenbach, wo er 1790 verstarb. Unter seinen drei 1785 bis 1787 in Heilbronn geborenen Kindern war abermals nur ein Sohn, Christian Karl Eberhard von Saint-André (* 1787), der im November 1812 als Oberleutnant eines Jägerregiments bei Napoleons Russlandfeldzug in russische Kriegsgefangenschaft geriet und dort verschollen ging.

Alexander Magnus von St. André (1695–1771), Ritterrat des Kanton Kraichgau
Marie Juliane von St. André, geb. von Leutrum, Gemahlin des Alexander Magnus von St. André
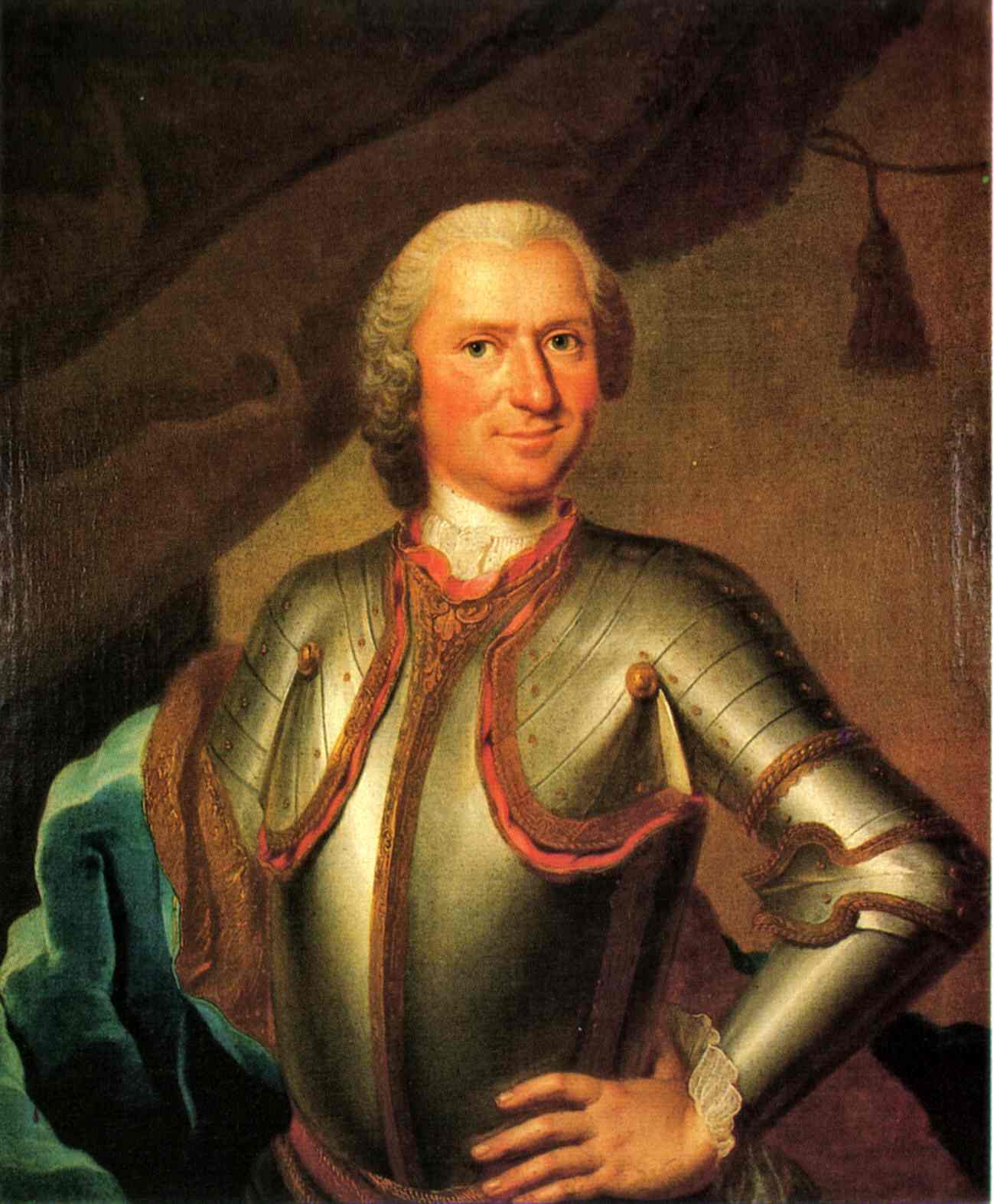
Friedrich Daniel von St. André (1700–1775), Bruder von Alexander Magnus, österr. Generalfeldzeugmeister
Fredrike Charlotte von St. André geb. von Leutrum (1722–1783), Schwester von Marie Juliane von St. André, Gemahlin von Friedrich Daniel von St. André
Ernst Philipp von St. André (1756–1830), Ritterrat des Kanton Kraichgau

## Wappen
Das gespaltene Stammwappen zeigt rechts in Gold einen roten Löwen, links in Blau einen aus dem linken Obereck hervorgehenden geharnischten Arm mit einem Goldenen Anker in der Faust. Auf dem Helm mit blau-goldenen Helmdecken ein Schwertarm.